# لوئیس تولسن
لوئیس تولسن (انگلیسی: Lois Toulson؛ زادهٔ ۲۶ سپتامبر ۱۹۹۹) شیرجه‌رو زن اهل بریتانیا است.
وی در مسابقات کشوری و بین‌المللی در مجموع برندهٔ ۶ مدال طلا، ۷ مدال نقره، ۳ مدال برنز شده است.